# Platambus planatus
Platambus planatus är en skalbaggsart som först beskrevs av Sharp 1882.  Platambus planatus ingår i släktet Platambus och familjen dykare. Inga underarter finns listade i Catalogue of Life.